# カブのイサキ
『カブのイサキ』は、芦奈野ひとしによる漫画。『月刊アフタヌーン』（講談社）において、2007年8月号から2013年1月号まで連載された。単行本全6巻。

## あらすじ
隣町に行くにも100km以上と、どういうわけか地面が10倍になった広大なこの世界では、飛行機が足代わりである。名機「パイパー・スーパーカブ」（以下「カブ」）を駆る少年イサキは、カブの持ち主である謎めいていた近所のお姉さんのシロさん、シロさんの妹のカジカ、個人で運送屋を営むサヨリらに振り回されながらもまったりとした生活を営んでいる。時間の経過とともに、イサキは周囲の人間との微妙な感覚のズレに違和感を感じはじめる。レシプロ機が主流の世界で、発着も通常の滑走路の他にフックを使った収容も行う（急減速によるGによる人体の悪影響や機体の損傷はない模様）。空港によっては爆炎が上がるほどの事故も日常風景の模様。

## 登場人物
イサキ
飛行機のガス代を貯めてはシロさんのカブをよく借りている少年。食品加工工場（かめ水産 食品加工）で働いている。
飛行中の気流に対する対処の方法や飛行機同士でコミュニケーションを図るハンドサイン等でまだまだ未熟な所が有る。次第に腕を上げ城ヶ島で飛行機を矢にした流鏑馬風のお祭りで成功するほどになる。物語中盤と最終話で別世界の人であることがわかる。
シロさん
パイパー・スーパーカブの持ち主である女の人。この世界とイサキの関係を知っている重要人物。目が細い。酒好き。
「硝子屋用品店シロ」店主。のほほんと昼まで寝て町の人達に呆れ返られる程どうやって生活費を稼いでいるのか謎の多い人物。実はそんな生活態度からは想像も出来ない有名な女飛行機乗りで、各地で伝説を残している。イサキをカブで様々な所へお使いに出して、飛行機乗りとして育てようとしている様子。この世界とイサキの関係を知っている。
カジカ
シロさんの妹。イサキより4つ年下。陸上部の助っ人で出場した市の陸上大会で優勝する脚力の持ち主。
カブの操縦技術もハンドサインもイサキより上だが、身長が十分な視野を確保出来るまで高くないので単独での着陸が苦手。外見がイサキに似ているのでよく兄弟と間違われている。イサキが他の女性と親しげにしていると微妙な表情を見せることがある。最終盤でイサキとの関係が明らかにされる。
サヨリ
木更津の小さな飛行場のオーナー。「ピッツ」に乗っている。
個人商店で書類や貴重品のような小荷物を高速で配達する事務員さん１人の小さな運送会社を経営している。ノルマに追われた働き方より飛行機を駆る事を楽しみたいと思っている。体の容量が少ないらしく、強行着陸をしてトイレに駆け込むことが幾度かある（うち一度は間に合わず、）イサキの未熟なハンドサイン（燃料残量の確認）を貧乳と誤読し激怒したことがあるらしく、スレンダーな体型と自己認識。

## 登場する飛行機
カブ
シロさんが所有している黄色の古い名機。物語では主にイサキがシロさんのお使いや一人旅に利用している。屋根にフックを取り付ける事が出来、着陸用の滑走路が無い場所ではロープ等に引っ掛けて強引に着地する事が出来る。作中で収納できるフックに交換された。
ピッツ
サヨリが所有している白地に上部が青色のツートンの高速複葉機。速度はカブにまさるが航続距離は劣る。一人乗りだが、操縦席の後ろを改造して補助席を付けた。
ハナグロ
C-130を模した自律型航空輸送機。正式名は不明で、機体の前のコックピットに相当する部分が窓も無く真っ黒な事からイサキ達はハナグロと呼んでいる。無人で人工知能が離陸から航行と着陸までをこなし、人とは音声会話でコミュニケーションが出来る。ロードカウンタのような端末を人に手で押してもらうと、ハナグロから離れた場所の道案内も出来る。座席はなく、離着陸時には機内の構造物に掴まるよう指示がある。多数の同型機で編隊飛行をしている姿は壮観で、時々大空に大きな飛行機雲を形成する時も有る。御殿場ではカラスと呼ばれている。イサキたちがの機体は「ハナグロ」と呼ばれることに微妙な気持ちを見せる。
ポーター
昔は町の遠足等の遠出の時にバスのように使われていたが、故障して見捨てられていたのをシロさんが譲り受けた。

## 登場するスポット
城ヶ島
三浦半島南端に位置する島。イサキとカジカがカブに乗って島の伝統行事のお手伝いをした。
大楠山脈
イサキ達の町の北に連なる2000m級の山々。イサキが山小屋へお届け物をした場所。箱根が見渡せて富士山が見える。フックで収容を行う。
東京塔
高さ3333m。炎の山のように光る巨大な塔。航空機が飛ぶ時の目印になっている。
大山
1巻第2話で、シロさんが好きな大山豆腐を買いに行く描写がある。着陸は滑走路ではなく、巨大な蕗の葉に機体ごと突っ込み、フック付きのクレーンで収容。離陸時はケーブルカー駅の斜面を利用する。
海軍道路
途中に「しょうが屋」という店がある。シロさんが好きな辛いジンジャーエールを置いている。
海蛍
海上飛行場。東京湾の真ん中にあるサービスエリア。一般の飛行機は一部が屋上覆われた短い滑走路に下りないといけないの着陸を避けたがる人が多い。着陸のしやすい最上部は政府高官など一部の人しか使えない。
御殿場
富士山の登山口だが、物語の中では酸素マスクが必要な標高4000メートルの場所。
富士山
物語の中では標高が３万メートルを超えている。麓と頂上の間は時速100キロは出る高速のケーブルカーが運行されている。
遠くにある太陽の塔のような建造物
イサキたちの乗ったハナグロが東京塔と同じような目印として紹介している。かなり遠いとのこと。

## 書誌情報
- 芦奈野ひとし 『カブのイサキ』 講談社〈アフタヌーンKC〉、全6巻
  1. 2008年10月23日初版発行、ISBN 978-4-06-314534-2
  2. 2009年10月23日初版発行、ISBN 978-4-06-314586-1
  3. 2010年9月22日初版発行、ISBN 978-4-06-310694-7
  4. 2011年4月22日初版発行、ISBN 978-4-06-310747-0
  5. 2012年3月23日初版発行、ISBN 978-4-06-387802-8
  6. 2013年1月23日初版発行、ISBN 978-4-06-387863-9